# 总溪河大桥
总溪河大桥是中国贵州省毕节市纳雍县的一座拱桥。该桥长928米，高270米，是世界上最高的桥之一，是贵州省内最大的钢管上承式混凝土衍架拱桥。 该桥是毕节和六盘水之间新建的杭瑞高速公路的一部分，横跨六冲河。